# 蒙克之屋
蒙克之屋（Monk's House）是一座16世纪的风雨板小屋，位于英格兰东萨塞克斯郡雷威斯以南三英里（4.8公里）罗德梅尔（Rodmell）村。作家弗吉尼亚·伍尔夫和她的丈夫、政治活动家、记者和编辑伦纳德·伍尔夫于1919年7月1日以700英镑的价格在雷威斯白鹿酒店拍卖了这座房子，并在那里接待了许多布卢姆茨伯里派的访客，包括T·S·艾略特、E·M·福斯特、罗杰·弗莱和莱顿·斯特拉奇。
弗吉尼亚的姐姐，画家瓦妮莎·贝尔，从1916年起就住在附近的查尔斯顿农舍，虽然风格迥异，但这两所房子都成为布卢姆茨伯里派的重要地点。现在该建筑已辟为作家故居博物馆。